# Amable-Charles de La Guiche
Amable-Charles de La Guiche ou de Laguiche, dit « le marquis de La Guiche », né en septembre 1747 à Paris, mort le 27 juin 1794 à Paris guillotiné, est un noble et général français du XVIIIe siècle (Maréchal de camp) sous Louis XVI.

## Biographie

### Famille
Issu de la branche cadette de la famille de La Guiche, il est le fils de Jean Roger de La Guiche (1719-1770), lieutenant-général des armées du roi et d'Henriette de Bourbon-Condé , titrée Mademoiselle de Verneuil (1725-1780), fille légitimée de Louis IV Henri de Bourbon-Condé, 7e prince de Condé (1710), duc de Bourbon, duc d'Enghien et duc de Guise, etc. 

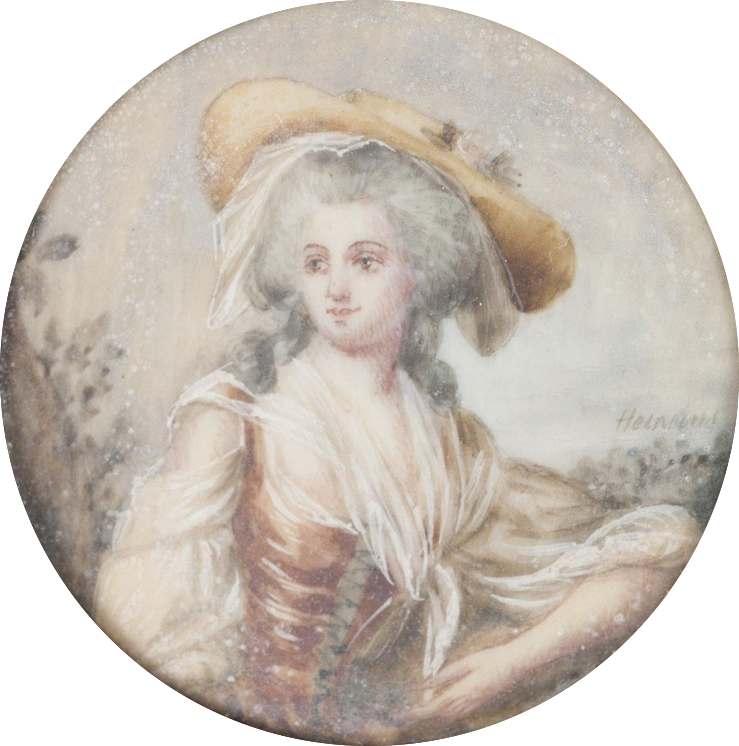
Jeanne-Marie de Clermont Montoison

Il épouse en 1777, Jeanne-Marie de Clermont Montoison (décédée en 1822) qui lui donna un fils Louis-Henri de La Guiche (1777-1843), pair de France.

### Carrière militaire
Le 27 septembre 1763, il entre comme sous-lieutenant aux Grenadiers de France. Le 28 avril 1765, il obtient une commission de capitaine commandant aux Carabiniers. Le 3 juillet 1770, il est maître de camp au régiment de Bourbon-dragons. Le 5 décembre 1781, il est brigadier. Le 9 mars 1788, il devient maréchal de camp.

### Sous la Révolution
De 1789 à 1791, il intègre un club contre-révolutionnaire de six cents membres (Le Club de Valois). À compter de juillet 1792, il se cache, mais ne quitte pas la France. Le 30 septembre 1793, arrêté à Charonne, on le relâche huit jours après sous surveillance de deux inspecteurs de police à qui il faussa compagnie. Le 20 février 1794, arrêté de nouveau, il est englobé dans une prétendue conspiration de l'étranger et est guillotiné le 27 juin 1794.

## Sources
- Paul Montarlot, Les émigrés de Saône et Loire. Mémoires de la Société Éduenne, Volume 44, Autun 1923, pages 355, 356 et 357.